# Banca centrale di São Tomé e Príncipe
La banca centrale di São Tomé e Príncipe è la banca centrale di São Tomé e Príncipe, in Africa occidentale. La banca che ha sede a São Tomé.
La moneta ufficiale è il dobra di São Tomé e Príncipe.